# Luis Fernando Montoya (actor)
Luis Fernando Montoya Correa (Pereira, 26 de noviembre de 1956-Bogotá, 26 de junio de 2018) fue un actor colombiano.

## Biografía
Inició su vida artística en 1984 en la telenovela Pero sigo siendo El Rey, y a partir de ahí su trayectoria profesional hizo que se le reconociera como un talentoso actor. Conocido como "el Robert De Niro colombiano" por su gran parecido con el célebre actor norteamericano, desde muy pequeño soñó siempre con interpretar personajes dramáticos y difíciles de realizar. Siendo aún muy joven, viajó a la capital del país para ingresar en el Teatro Popular de Bogotá, donde tuvo la oportunidad de participar en obras de William Shakespeare y Arthur Miller.
Su última actuación en Colombia antes de viajar a Nueva York fue en Crónicas de una generación trágica, y a su regreso a Colombia participaría en la serie de TeveCine Tabú, y además, de Jorge Alí Triana para empezar a trabajar en la preproducción de Bolívar soy yo!. Este retorno a la televisión se lo ganó a pulso. No tuvo ventajas por su trayectoria; realizó los mismos castings que llevó a cabo buena parte del elenco de La diva. Lo hizo con la misma humildad y profesionalismo que caracterizaron el inicio de su carrera interpretativa.
En el cine, su primera aparición la realizó en 1993. En 2001 Montoya fue detenido en Miami (Estados Unidos) y permaneció cuatro años en una cárcel de esa misma ciudad tras haber sido condenado por narcotráfico. Sin embargo, y a pesar de su tiempo en prisión, pudo retomar su carrera como actor en diversos papeles de cine y televisión, siendo recordado hoy por sus papeles cómo actor en grandes producciones como la Estrategia del Caracol.
Falleció en su casa rodeado de su familia el 26 de junio de 2018 en Bogotá, luego de perder la batalla contra el cáncer.

## Filmografía

### Televisión
- Hermanos y hermanas (2017) — Guillermo Soto
- Sin senos si hay paraíso (2016) — Medicina
- Esmeraldas (2015) — Alejandro Guerrero (mayor)
- La viuda negra  (2014) — Enzo
- La ronca de oro (2014) — Luis Vargas
- Alias el Mexicano  (2013) — Humberto Ariza 'El Ganso'
- Rafael Orozco, el idolo (2013) — Abogado Soto
- Escobar, el patrón del mal (2012) — Coronel Ramiro Becerra
- Infiltrados (2011) — Coronel Espinosa
- El laberinto (2011)
- La bruja (2011) — Monseñor
- El cartel 2 : La guerra total  (2010) — Primo
- Operación Jaque (2010) — Luis Eladio Pérez
- El Capo (2009) — Lorenzo Almeida
- Regreso a la guaca (2009) — El chamo
- Cómplices (2008) — Gonzalo Hincapié
- Tiempo final (2008) — Tapias
- El Zorro: la espada y la rosa (2007) — Monje exorcista
- La diva (2006) — Brando
- Padres e hijos (1999-2000) — Gilberto
- Tabú (1999) — Ernesto
- Las aguas mansas (1994-1995) — Armando Navarro
- Mi unica verdad (1993) — Santiago Guillén
- Crónicas de una generación trágica (1993) — Antonio Nariño
- Los motivos de Lola (1992)
- Si mañana estoy viva (1992)
- Cuando quiero llorar no lloro (Los Victorinos) (1991) — Padre Agustín Lajarreta
- Castigo divino (1991)
- La hija de nadie (1991-1992)
- Señora bonita (1990-1991)
- Las Ibáñez  (1989) — Simón Bolívar
- Hojas al Viento (1988)
- Atrapada (1987)
- Por amor (1987)
- Los cuervos (1984-1986) — Damian Aragón Olmedo
- El Bogotazo (1984)
- Pero sigo siendo El Rey (1984) — Martin Estrada Contreras
- Rasputín (1980)

### Cine
- El niño de los mandados (2020) [1]
- Las Bromelias (2014)
- El cártel de los sapos (2011) — Emanuel Villegas
- The Secret life of Isabel Goncourt (2011) — Marco
- Buscando a Miguel (2007) — Miguel
- Esto huele mal (2007) — Psiquiatra
- La cama cinco (2000)
- La toma de la embajada (2000) — Doctor
- De amores y delitos: Amores ilícitos (1995) — Simon
- La estrategia del caracol (1993) — Hermes
- La mansión de Araucaima (1986) — Camilo El Piloto